# Tiszasas
Tiszasas là một thị trấn thuộc hạt Jász-Nagykun-Szolnok, Hungary. Thị trấn này có diện tích 28,79 km², dân số năm 2010 là 1024 người, mật độ 36 người/km².